# Paco Clos
Pour les articles homonymes, voir Clos.
Paco Clos, de son nom complet Francisco Javier Clos Orozco, né le 8 août 1960 à Mataró (Province de Barcelone, Espagne), est un ancien footballeur espagnol qui jouait au poste d'avant-centre. Il est désormais entraîneur.

## Carrière

### En club
Paco Clos est formé dans les équipes de jeunes du FC Barcelone. Il joue avec l'équipe première du Barça entre 1982 et 1988. Il est doté d'une grande force physique et il est très fort dans le jeu aérien.
En 1985, il remporte le championnat d'Espagne en marquant 6 buts en 16 matchs. La saison suivante, il est finaliste de la Coupe d'Espagne et de la Coupe d'Europe.
Entre 1988 et 1991, il joue avec le Real Murcie. Il termine sa carrière en 1992 en jouant pour l'Orihuela Deportiva CF.

### En équipe d'Espagne
Avec l'Espagne, Paco Clos ne dispute que trois matchs, mais il marque le but décisif qui permet à l'Espagne de participer à la Coupe du monde de 1986.

## Palmarès

### Avec le FC Barcelone
- Finaliste de la Coupe d'Europe des clubs champions en 1986
- Champion d'Espagne en 1985
- Vainqueur de la Coupe d'Espagne en 1983 et 1988
- Vainqueur de la Supercoupe d'Espagne en 1983
- Vainqueur de la Coupe de la Ligue en 1982 et 1986